# 1946 en informatique
1945 en informatique - 1946 - 1947 en informatique
Cet article présente les principaux évènements de 1946 dans le domaine informatique
- L'ENIAC est dévoilé au public.